# Geodia cydonium
Espèce
Synonymes
- Alcyonium cydonium (Linnaeus, 1767)
- Cydonium muelleri (Fleming, 1828)
- Cydonium muelleri var. hispanica (Ferrer Hernandez, 1914)
- Geodia gigas (Schmidt, 1862)
- Geodia simplex (Schmidt, 1870)
- Geodia zetlandica (Johnston, 1842)

Geodia cydonium est une espèce d'éponges de la famille des Geodiidae.

## Taxonomie
L'espèce est décrite par Carl von Linné en 1767,.
Elle est ou a été parfois créditée (Jameson, 1811) ou O. F. Mueller, 1798.

### Synonymes
Les synonymes de Geodia cydonium sont les suivants :
- Alcyonium cotoneum Pallas, 1766
- Alcyonium cydonium (Linnaeus, 1767)
- Cydonium gigas (Schmidt, 1862)
- Cydonium muelleri (Fleming, 1828)
- Cydonium muelleri var. hispanica (Ferrer Hernandez, 1914)
- Cydonium simplex (Schmidt, 1870)
- Geodia gigas (Schmidt, 1862)
- Geodia muelleri (Fleming, 1828)
- Geodia muelleri var. hispanica (Ferrer Hernandez, 1914)
- Geodia simplex (Schmidt, 1870)
- Geodia zetlandica (Johnston, 1842)

## Distribution
Geodia cydonium est présente dans l'Océan Atlantique nord et en Mer Méditerranée. Son holotype vient de la Mer du Nord.